# Ruschia fourcadei
Ruschia fourcadei är en isörtsväxtart som beskrevs av L. Bol. Ruschia fourcadei ingår i släktet Ruschia och familjen isörtsväxter. Inga underarter finns listade i Catalogue of Life.